# Daniel Martins-de-Souza
Daniel Martins-de-Souza é um cientista brasileiro, Professor de Bioquímica da UNICAMP e Membro Afiliado da Academia Brasileira de Ciências. É também Membro Afiliado da Academia de Ciências do Estado de São Paulo (ACIESP). É membro da coordenação da área de Biologia da FAPESP e do CA-BF do CNPq. 

## Carreira
Daniel é formado em Ciências Biológicas pela Universidade Estadual de Campinas (2003). Desde sua iniciação científica trabalha com proteômica. Fez doutorado também na UNICAMP, financiado pela FAPESP, estudando o proteoma de cérebros de pacientes com esquizofrenia. O doutorado foi orientado por Emmanuel Dias-Neto e feito em parte no Instituto de Psiquiatria da USP e no en:Max Planck Institute of Psychiatry. Concluiu o doutorado em 2008 e partiu para um pós-doutorado no en:Max Planck Institute of Psychiatry. Sua tese foi classificada como a melhor do ano de 2008 pelo programa de pós-graduação.
Daniel fica no en:Max Planck Institute of Psychiatry entre 2008 e 2010. Seus achados rendem um convite para um pós-doutorado na University of Cambridge no laboratório da psiquiatra Sabine Bahn. Lá, torna-se o Chefe do Laboratório de Espectrometria de Massas do Cambridge Centre for Neuropsychiatric Research. 
Em 2012, Daniel é convidado a se tornar Investigador Principal no Department of Psychiatry and Psychotherapy da Universidade de Munique na Alemanha. Daniel fica na LMU até 2014, quando volta ao Brasil, concursado Professor de Bioquímica da UNICAMP, onde funda o Laboratório de Neuroproteômica.
Daniel é membro fundador da BrProt (Sociedade Brasileira de Proteômica) e é membro do conselho da BrMass (Sociedade Brasileira de Espectrometria de Massas). Foi membro eleito do conselho da HUPO - en:Human Proteome Organization (2015-2017) e faz parte do Comitê Gestor do HBPP (Human Brain Proteome Project). Organizou 7 edições especiais para as periódicos científicos e editou 2 livros científicos. Em 2015, lançou como editor permanente séries de livros "Proteomics, Metabolomics, Interactomics and Systems Biology" pela editora Springer (EUA) .
Em 2018, foi agraciado com um seed grant do Instituto Serrapilheira .

## Principais achados
Em seu projeto de  iniciação científica, Daniel propõe, em dois estudos que a bactéria Xylella fastidiosa tem seu crescimento lento, devido à distribuição randômica de codons em seu genoma  .
No doutorado, Daniel propõe, através da proteômica, a conexão do metabolismo energético com a disfunção dos oligodendrócitos observados em pacientes com esquizofrenia   .
Durante o pós-doutorado, explora ainda mais seus achados sobre oligodendrócitos e metabolismo energético em cérebros de pacientes com esquizofrenia e outros tecidos como plasma e soro sanguíneo e líquido cefalorraquidiano  . Propõe em uma de suas publicações que o MK-801 (en:Dizocilpine) pode ser usado como um modelo in vitro para a esquizofrenia  e que a esquizofrenia se manifesta diferentemente em nível molecular em homens e mulheres .
Na University of Cambridge, passa a estudar a depressão mais a fundo . Dentre seus artigos, Daniel estuda as diferenças no metabolismo energético associados aos cérebros dos pacientes com depressão e esquizofrenia  .
Quando Investigador Principal na Universidade de Munique, reforça que a conexão da disfunção dos oligodendrócitos em pacientes com esquizofrenia se dava devido a disfunções na glicólise  . Estes dados apoiados por publicações de outros grupos de pesquisa na revista Nature .
Na UNICAMP, o Laboratório de Neuroproteômica, grupo que Daniel dirige, otimiza métodos para estudos de proteoma  e descobre moléculas que podem servir para predizer da resposta à antidepressivos e antipsicóticos  .